# Golpe de calor
El golpe de calor es la situación en la que una persona, normalmente por estar sometida a temperaturas ambientales muy altas, presenta un fracaso de su sistema de termorregulación, de tal forma que su temperatura corporal sube de forma exagerada, generalmente por encima de los 40 °C. Como consecuencia se produce una alteración en el funcionamiento de diferentes órganos, lo que puede provocar, si no se aplica un tratamiento adecuado, un fallo multiorgánico y la muerte.
El tratamiento del golpe de calor se basa en disminuir de forma inmediata la temperatura central del organismo, tratar la deshidratación y facilitar el mantenimiento de las funciones vitales.
El golpe de calor suele presentarse en las primeras 24-48 horas de una ola de calor, antes de que el organismo sea capaz de iniciar el proceso de adaptación. Generalmente aparece con temperaturas ambientales superiores a 40 °C y humedad ambiental superior al 60 %. Se presenta en dos formas: la llamada forma 'activa', que predomina en jóvenes no aclimatados a las temperaturas altas y que realizan ejercicio físico intenso en días de mucho calor, y la forma 'pasiva', que predomina en ancianos en los que están alterados los mecanismos de regulación de la temperatura corporal.

## Causas del exceso de calor
Básicamente puede considerarse que la causa del golpe de calor es un desajuste entre el calor generado por el organismo y el que logra disipar al exterior a través de la piel.
- Aumento de la producción de calor: Algunos de los factores que pueden provocar aumento en la producción de calor son el ejercicio físico, la fiebre, tirotoxicosis y el empleo de determinadas drogas o ciertos medicamentos.
- Disminución de la pérdida de calor: Los factores que pueden provocar disminución de la pérdida de calor son entre otros, la temperatura externa muy elevada, la humedad ambiental muy alta, la deshidratación, algunas drogas y la incapacidad de sudar.

## Clasificación según la causa
Los casos pueden dividirse en dos grupos:
- Golpe de calor clásico o pasivo: No es por actividad física, sino que sucede durante las olas de calor, y afecta sobre todo a personas de edad avanzada o de estado físico débil.
- Golpe de calor por esfuerzo o activo: Sucede por realizar una actividad física importante en condiciones de temperatura y humedad ambiental elevadas, y afecta normalmente a jóvenes que se arriesgan a realizar ejercicio físico.

## Síntomas
Los síntomas del golpe de calor son múltiples, y pueden ser similares a los de otras muchas enfermedades. Por ello, las personas sin conocimientos médicos no deben llegar de manera precipitada a un diagnóstico, sino entrar en contacto con un profesional de la medicina para que evalúe la situación, ya que el golpe de calor es un proceso grave que puede tener consecuencias mortales.
Síntomas principales:
- La sensación de calor en sí, con las reacciones físicas de sed y sudor.
- Agotamiento y sensación de debilidad.
- Confusión, disminución del nivel de conciencia y mareos. Pérdida de coordinación de los movimientos. Finalmente, desvanecimiento que deja a la persona inconsciente.
- Bajada de la tensión (presión arterial).
- Puede aparecer taquicardia (frecuencia de latidos elevada, desde 100 a 110 latidos por minuto en adelante). Incluso puede aparecer arritmia (latidos irregulares).
- Problemas respiratorios haciendo ejercicio físico, debidos al calor.
- Elevación de la temperatura corporal (hipertermia) y en algunos casos falta de sudoración (anhidrosis). La piel puede recalentarse.
- Quemaduras en la piel y/o palidez.
- Pérdida de líquidos que provoca sequedad de piel y oscurecimiento inhabitual de la orina.
- Dolor de cabeza.
- Náuseas y vómitos.
- Desasosiego y convulsiones.
- Insuficiencia renal (deterioro de la función de los riñones).

## Complicaciones
Las complicaciones del golpe de calor pueden ser graves, entre ellas insuficiencia cardíaca o respiratoria, hepatitis fulminante, insuficiencia renal, rabdomiólisis y postración que acaba en situación de coma y muerte.

## Motivos para detener la actividad física
Algunos signos y síntomas indican que un golpe de calor está apareciendo durante una actividad física (por ejemplo: un trabajo o un deporte), por lo que la actividad debería ser detenida en ese momento.
Algunos indicadores de que el ejercicio físico debe ser detenido:
- La temperatura ambiental aumenta demasiado.
- El participante pierde la coordinación de sus movimientos.
- El participante palidece.
- El corazón del participante late demasiado rápido para él. La adaptación de cada participante a un ritmo cardíaco acelerado puede variar, aunque el mínimo ritmo de latidos que suele ser calificado como taquicardia es de 100 por minuto. En cualquier caso, un ritmo que se mantiene en 170 latidos por minuto y no baja es considerado ya suficiente para detener la actividad de cualquier persona, aunque sea sana y vigorosa.
- La temperatura corporal del participante se eleva demasiado para él (más de 39 grados centígrados está considerado ya demasiado para cualquier persona).

## Prevención
Las principales medidas de prevención del golpe de calor incluyen:
- No quedar expuesto al sol ni en zonas recalentadas, sobre todo en las horas centrales del día, y en sitios que se recalienten fácilmente (como coches dejados al sol). Conviene descansar periodicamente en zonas de sombra.
- No abandonar a gente bajo el sol ni en zonas recalentadas, especialmente durante las horas centrales del día, y en sitios que se recalienten fácilmente (como coches dejados al sol). Los bebés no deben ser abandonados bajo esas condiciones, y otras personas tampoco. Algunas legislaciones permiten denunciar el abandono de gente en esas circunstancias.
- Ingesta de líquidos fríos, como agua y bebidas isotónicas.
- Vestirse con ropas ligeras y de color claro.
- Vestirse con ropa que dé sombra en la cabeza (gorras, sombreros, paños, etc.) para protegerla de la luz solar.
- Disminuir las tareas y ejercicios físicos en duración e intensidad.
- Detener las tareas y ejercicios físicos desde cierto punto de calor.
- Uso de ventiladores y aire acondicionado en las viviendas, lugares de trabajo y vehículos.
- No comer comidas que acaloren. En general, no comer comidas pesadas de digerir (como las que sean muy grasas). El picante también aumenta el calor.
- Aumentar las precauciones en gente vulnerable: como ancianos, bebés, los enfermos, etc.
- Aclimatarse a las zonas calurosas, a largo plazo y corto plazo.
- Protegerse de las quemaduras solares mediante cubrir la piel y cremas solares de alta protección.
- Refrescarse periódicamente con líquidos o aire frescos.
- Dormir adecuadamente y sin excesivas coberturas en la cama. El descanso efectivo durante las horas de sueño permite resistir mejor el calor después.

## Tratamiento
Es importante que la intervención sobre el paciente que está bajo los efectos del calor suceda pronto, incluso previamente, con acciones preventivas contra el calor antes del golpe de calor.

### Primeros auxilios
Son conocidos diversos tipos de atención inmediata para las víctimas de golpe de calor. Pueden ser mencionados los siguientes:
- Llevar al paciente a un lugar fresco y a la sombra, apartándolo del calor y del sol.
- Llamar a los servicios médicos de emergencia (hay una lista con sus números de teléfono internacionales pulsando aquí).
- Detener cualquier otra posible causa del golpe de calor además de la exposición al sol (por ejemplo: ejercicio físico). A veces la causa puede ser compleja, como una ingesta de drogas que provoque un aumento de la temperatura corporal. En ese caso, el paciente podría requerir ser atendido por profesionales de la salud para tratarla.
- Retirar del paciente los excesos de ropa y coberturas (mantas, etc.). Puede quedar parcialmente desnudo si es necesario.
- Si el paciente está consciente, darle bebida fría adecuada (como agua fría). Adicionalmente, es conveniente mantener los niveles en sangre de sales minerales que funcionan como electrolitos, para lo cual pueden ser útiles las bebidas isotónicas. La sal suele ser recomendada para compensar la bajada de tensión del paciente.
- Enfriar al paciente con agua fría, pues estaría fuertemente sobrecalentado. Para lograrlo, pueden ser utilizados paños (de tela o papel) empapados con agua fría (o cubitos de hielo), colocados en puntos del cuerpo que afecten a la temperatura (principalmente cabeza, cuello y axilas, aunque también otros). Igualmente, puede ser aplicada agua fría mediante sprays y similares. El método más directo es la inmersión del paciente en agua fresca, pese a lo cual habría que asegurarse de que su cabeza se mantenga fuera del agua (por estar desvanecido). No olvidar que un paciente abandonado con humedad fría podría pasar al extremo contrario y constiparse, aunque una víctima de golpe de calor debe ser enfriada urgentemente en cualquier caso.
- Enfriar al paciente con aire fresco. Para ello, situar al paciente frente a una corriente de aire fría, como la de un ventilador, abanico o aire acondicionado. Es posible aplicar el aire tras haber empapado al paciente en agua (tal como aparece descrito en el párrafo de aquí arriba), para conseguir un mayor enfriamiento.
- Maniobras de reanimación si está inconsciente: En caso de que la víctima haya quedado inconsciente, realizar un proceso de reanimación para comprobar si tiene pulso y respira, y aplicarle sus maniobras si fuese necesario.
- Posición de seguridad: Si el paciente tiene pulso y respira, pero está desvanecido y vomita o puede vomitar, ponerlo tumbado de lado (posición de seguridad), sobre su costado derecho si va a estar así largo tiempo (en el caso de las embarazadas de aproximadamente 7 meses y medio, está recomendado que sea sobre su costado izquierdo para así evitar que el feto comprima la vena cava).

### Tratamiento médico
El tratamiento médico de un paciente con golpe de calor puede ser más complejo que su enfriamiento e hidratación, dependiendo del caso. Pueden aparecer problemas de coagulación, como exceso de coágulos diseminados, hemorragias, y carencia de algunos de los elementos que regulan la coagulación en general. Algunos pacientes presentan ansiedad con espasmos, y requieren ser tranquilizados con calmantes. También pueden ser suministradas soluciones por vía intravenosa, para rehidratar y reponer los niveles en sangre de electrolitos (principalmente sodio, potasio y cloro), hasta la estabilización de esos niveles.

### Otros datos suplementarios acerca del enfriamiento del golpe de calor
El grado de daño tiene relación directa con el aumento de  temperatura corporal y su duración. Hay evidencias que prueban que las medidas que disminuyen la temperatura corporal mejoran el pronóstico de la afección. El pronóstico del golpe de calor es bueno cuando se realiza un diagnóstico precoz y se logra el enfriamiento con relativa rapidez, sin embargo, cuando no se reconocen los síntomas y el enfriamiento es tardío e ineficaz, el pronóstico empeora. 
La disipación del exceso de calor del organismo puede conseguirse por varios métodos, entre ellos disminuir la temperatura externa, favorecer la transferencia de calor y facilitar la evaporación y el movimiento del aire en contacto con la piel (convección). En general se recomiendan medidas físicas como colocar al paciente en lugar fresco y sombreado, aligerarlo de ropa, humedecer la piel, o refrescarla de forma indirecta mediante el uso de pulverizaciones o ventiladores. En el medio hospitalario pueden realizarse inmersiones en agua fría o lavados gástricos o peritoneales para disminuir la temperatura interna del organismo. Los fármacos que se utilizan generalmente para bajar la temperatura corporal se conocen con el nombre de antipiréticos y son útiles en la fiebre de origen infeccioso, pero son poco o nada efectivos en caso de golpe de calor.  

#### Métodos de enfriamiento externo
Dependen de la transmisión de calor del cuerpo a la piel, y de esta al ambiente. Se busca que se mantenga el flujo sanguíneo cutáneo.
- Método conductivo. Llevar el paciente a un lugar fresco y a la sombra, y aplicar compresas frías al cuello, ingles, axilas y cabeza.
- Método evaporativo-convectivo. Desnudar al enfermo y rociar con agua a 15 °C (en espray), y abanicar 30 veces por minuto. La corriente de aire busca mantener la piel a 30-32 °C para evitar la vasoconstricción. La temperatura bajará de esta manera 1 °C cada 11 minutos, esperando bajar la temperatura a 39,4  °C en sesenta minutos. Este método logra que la mortalidad se reduzca del 70 % al 11 %.
- Otros métodos. Inmersión del paciente en agua fría, o rodearlo de cubitos de hielo y rociar con sal para provocar el deshielo. Estos métodos tienen los inconvenientes de detener el flujo de sangre y calor del interior del cuerpo a la piel, necesitando un masaje cutáneo para mantener el flujo. Es un método efectivo, pero peligroso, y con problemas de colapso cardiovascular, y hay que mantener al paciente monitorizado y bajo vigilancia médica.

#### Métodos de enfriamiento interno
Este tipo de métodos se utilizan en raras ocasiones, cuando fallan las medidas de enfriamiento externo. Incluyen el lavado peritoneal con suero salino a 20 °C, el lavado gástrico con suero salino a 9 °C y la hemodiálisis o by-pass cardiopulmonar con enfriamiento externo de la sangre.

## Fisiopatología
Los humanos somos homeotérmicos, es decir: precisamos mantener nuestra temperatura corporal dentro de estrechos límites para poder sobrevivir, y por ello disponemos de sistemas de control (homeostasis) que en condiciones normales funcionan de forma óptima y mantienen el cuerpo a 36,8 °C. Sin embargo, estos sistemas de homeostasis pueden fallar en situaciones térmicas extremas, tanto en ambientes calurosos como muy fríos. Cuando la temperatura corporal supera los 42 °C se produce toxicidad directa sobre las células. Cesa la función de las mitocondrias, se alteran las reacciones enzimáticas, se produce la desnaturalización de las proteínas y las moléculas de fosfolípidos alteran su estructura, deteriorando la función de las membranas celulares que aumentan su permeabilidad con graves repercusiones.
El organismo genera calor por su actividad metabólica y la contracción de los músculos. Para perderlo dispone de varios mecanismos. Uno de ellos es la transferencia directa hacia un material con el que está en contacto, si la pérdida se produce a través de un objeto sólido el proceso se llama conducción, mientras que cuando se realiza a través de un fluido recibe el nombre de convección. La pérdida por convección depende de la diferencia de temperatura entre el cuerpo y el fluido, es muy eficaz por ejemplo cuando el cuerpo se sumerge en agua fría.
Un segundo método de pérdida de calor es mediante la evaporación, bien sea a través de las vías respiratorias o mediante el sudor (transpiración). La evaporación refrigera el cuerpo aunque el entorno se encuentre a una temperatura más elevada que el propio organismo. La sudoración no es más que un sistema de refrigeración autónomo que se activa de forma automática en circunstancias de aumento de la temperatura corporal para lograr pérdida de calor mediante evaporación. Sin embargo, la evaporación tiene limitaciones, puesto que el organismo necesita reponer el agua que pierde, además el sudor contiene sales que es preciso recuperar para mantener el equilibrio interno. Por ello es imprescindible beber cuando hace mucho calor y recuperar las sales en forma de bebidas isotónicas o mediante pastillas de sal. Los ambientes muy húmedos dificultan la evaporación y por ello facilitan la aparición del golpe de calor.

## Otras enfermedades producidas por calor
El golpe de calor guarda algunas similitudes con otros problemas que se deben también al aumento de la temperatura, entre los cuales están los siguientes:
- Calambres por calor. Son espasmos dolorosos de los músculos voluntarios que se producen después de ejercicios intensos en ambientes con temperaturas elevadas. Son la consecuencia de reponer las pérdidas de sudor únicamente con agua, sin aportar sales, por este motivo se produce una disminución en los niveles de sodio en sangre (hiponatremia) que provoca espasmo muscular. Se trata de un proceso benigno que cede tras la ingesta de bebidas isotónicas.
- Síncope por calor. Suele producirse en personas mayores. Consiste en una pérdida transitoria de conciencia tras permanecer en ambientes con temperatura elevada. Se debe a la vasodilatación y pérdida de líquidos, ambos factores provocan disminución momentánea del gasto cardiaco y del riego sanguíneo al cerebro. El cuadro es autolimitado y el pronóstico bueno.
- Agotamiento por calor. Comienza bruscamente con sensación de cansancio y debilidad, dolor de cabeza, náuseas, vómitos, sed intensa, diarrea, calambres musculares y vértigo. La temperatura corporal suele ser normal. El paciente puede recuperarse manteniéndose en ambiente fresco e hidratándose, pero en algunos casos el cuadro progresa a golpe de calor que es mucho más grave y precisa ingreso en el hospital.